# Región Sierra de Flores Magón
La Región Sierra de Flores Magón es una de las  ocho regiones en que se encuentra en el Estado de Oaxaca (México). A pesar de ser, con una superficie de 4273 km², la región más pequeña del estado, su accidentada orografía y su considerable asentamiento de diversos grupos culturales le proporcionan una variedad de contrastes. Le forman, los distritos de Cuicatlán y Teotitlán; además de contar con 45 municipios.
La región fue creada bajo el nombre de «Región Cañada» y en noviembre de 2022 el Congreso del Estado de Oaxaca decidió renombrarla como «Región Sierra de Flores Magón» en honor al periodista anarquista Ricardo Flores Magón, oriundo de la región.
Las principales poblaciones de la Cañada son, en el distrito de Teotitlán: Nanahuatipan, Los Cúes, San Martín Toxpalan, Santa María Ixcatlán, Santa María Tecomavaca y Teotitlán de Flores Magón, y en el distrito de Cuicatlán : San Juan Bautista, Jaltepetongo, San Pedro Jocotipac, Santa María Texcatitlán, Nacaltepec, Concepción Pápalo, Santos Reyes Papálo, San Juan Tepeuxila, Tlacolulita, San José del Chilar; en la parte donde podemos encontrar una gran biodiversidad es en este último municipio; donde se encuentra uno de los lugares mejor conservados es en la comunidad de San Juan Teponaxtla, ya que es uno de los 200 sitios mejor conservados del mundo. [cita requerida]
Gracias a su accidentada orografía, es poseedora de varios microclimas, dando como consecuencia, una exuberante flora y fauna.
Tiene un clima, dentro de los secos muy cálidos y semicalidos (BS(h1)) y templado (BS1k), con una temperatura anual promedio de 22 °C, con lluvias mínimas de 372.8 mm y máximas de 643.7 mm total anual.
En cuanto a su hidrografía, la Cañada es atravesada por los ríos Santo Domingo y El Grande; al pasar por este territorio, crean cañones en medio de cumbres como la del Cerro Cheve que tiene 2700 metros sobre el Nivel del mar. Esta zona es, en general, semiárida, donde crece una rica variedad de cactáceas, algunas endémicas, de tanta importancia, que se declaró en 1997 como Reserva de la Biosfera. [cita requerida]
En la parte opuesta, hay tierras de humedad y algunos bosques de Pino en las partes altas. Dentro de estos ecosistemas existen: coyotes, venados, cacomixtles, zorra gris y el gato montés.

## Economía
Se realizan gran cantidad de cultivos, principalmente de maíz y frijol, además de frutas como el chicozapote, mango, papaya, sandía, limón, ciruelas, café y melón.
La región produce azúcar, panela y aguardiente. Hay explotación forestal. Existen también, granjas dedicadas a la cría de ganado porcino y vacuno.
La minería se encuentra en relativo desarrollo, en Huautla de Jiménez, con yacimientos de plata, mica, yeso y asbesto.

## Grupos Culturales
La región está poblada por ixcatecos, mazatecos, cuicatecos y nahuas; además de las poblaciones mestizas.
Durante el festival de la Guelaguetza, la región es representada por el baile de Huautla, donde mujeres hacen pasos mientras tiran flores.

## Historia Regional
Los arqueólogos han encontrado evidencia de asentamientos prehispánicos que datan del periodo Postclásico, ya que era la ruta de los grupos mexicas para llegar al Istmo de Tehuantepec.
En la época colonial, esta región fue la vía que seguían los cargamentos de grana cochinilla, ganado y cereales y las mercancías provenientes de Veracruz y Oaxaca.
En el siglo XIX, El presidente Benito Juárez mandó a construir una ruta de arriería hacia la Ciudad de México, la cual se ha transformado en la carretera 131. Mientras que en la época porfirista, se construyó el ferrocarril que atraviesa el Cañón del Tomellin, que comunica, hasta hoy, a la capital del estado con el país.